# Mandschurenralle

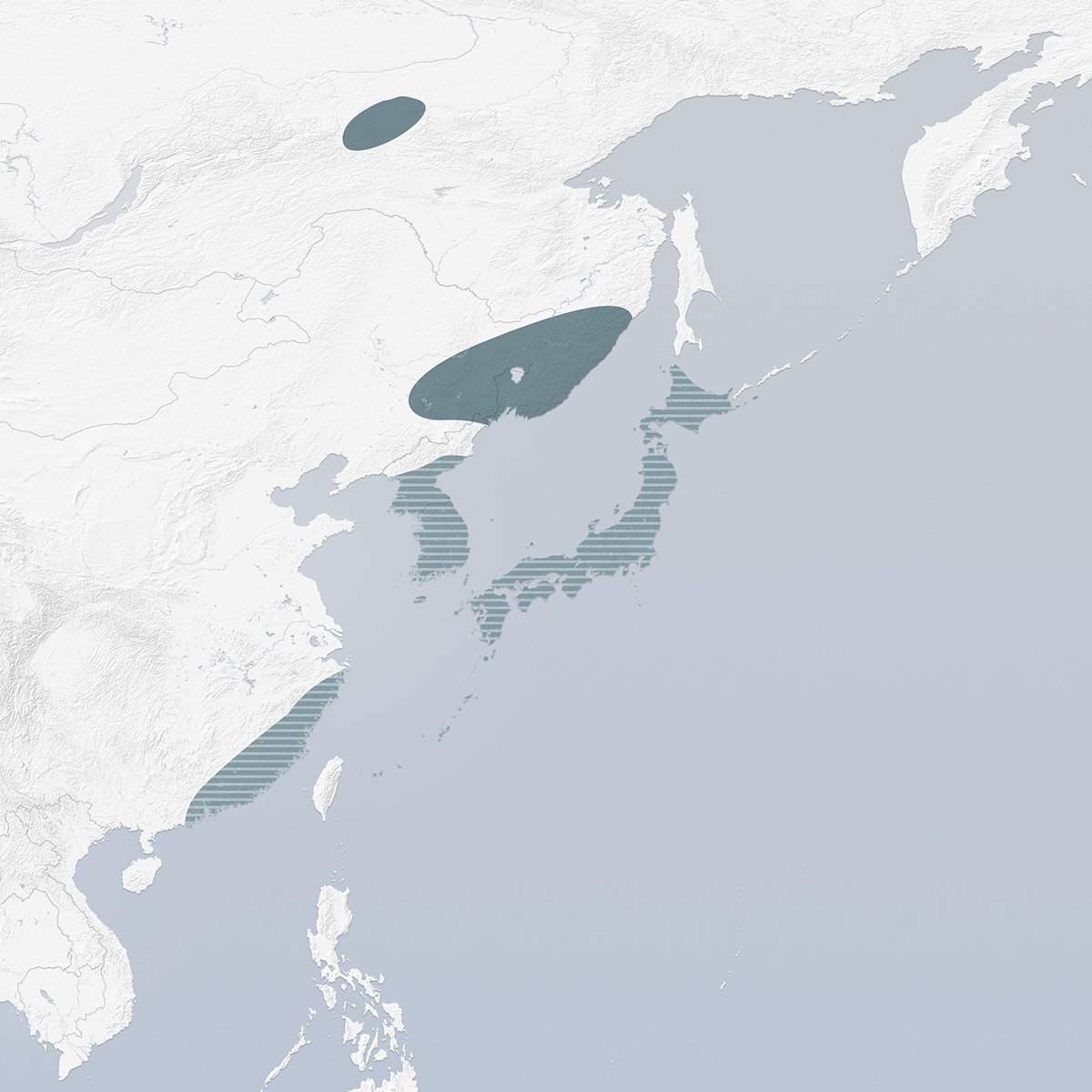
Vermutliche Brut- (vollflächig) und Winterverbreitung (gestreift) der Mandschurenralle

Die Mandschurenralle (Coturnicops exquisitus), auch Mandschurensumpfhuhn genannt, ist eine seltene, sehr kleine Vogelart aus der Familie der Rallen über die nur sehr wenig bekannt ist. Sie brütet im südöstlichen Transbaikalien, in der südlichen Ussuriregion und im Osten Heilongjiangs und überwintert in Japan, Korea und dem Südosten Chinas. Sie wird von der IUCN als  (=Vulnerable – gefährdet) eingestuft.

## Beschreibung
Die Mandschurenralle ist mit 13 cm Körperlänge nur etwa sperlingsgroß. Die Flügellänge liegt zwischen 75 und 81 mm. Die Art ähnelt der etwas größeren nordamerikanischen Gelbralle, mit der sie eng verwandt ist. Wie bei dieser fallen im Flug die großenteils weißen Armschwingen auf. Der 12–14,5 mm lange Oberschnabel ist dunkelbraun, der Unterschnabel grünlich gelb. Die Iris ist braun. Beine und Füße sind hell bräunlich fleischfarben mit dunkleren Gelenken und Krallen. Ein Geschlechtsdimorphismus liegt nicht vor.
Die Oberseite adulter Vögel im Brutkleid ist insgesamt dunkel schwarzbraun. Die einzelnen Federn zeigen breite, zimtfarbene Säume und eine schmale weiße Querbänderung. Die Zeichnung ist am Kopf und Hals feiner und diffuser, vom Rücken bis zum Schwanz gröber und abgesetzter und bildet ein streifiges Muster. Zügel und Augenstreif sind diffus braunschwarz, die Kopfseiten sind graubraun mit weißlicher Fleckung. Kinn und obere Kehle sind weißlich, untere Kehle, vorderer Hals, Halsseiten, Brust, Flanken und Unterschwanzdecken matt ocker bis gelblich beige gefärbt mit weißer Bänderung und dunkler braunen Zentren, die vor allem an Flanken und Schenkelbefiederung auffällig sind. Die Brustmitte ist aufgehellt, untere Brust und Bauch sind weiß. Die kleinen Oberflügeldecken sind olivebeige bis isabellfarben und fein weiß gefleckt bis gebändert. Die mittleren und großen Oberflügeldecken entsprechen der Oberseite, wobei die Säume jedoch heller zimtfarben sind. Die Handschwingen sind überwiegend matt beigebraun bis graubraun mit helleren Säumen. Die Außenfahne der äußersten ist größtenteils weißlich, die inneren zeigen eine hellere Innenfahne, weißliche Schaftstriche und weißliche Flecken im Apikalteil der Innenfahne. Die Armschwingen sind an der Basis braunbeige, in der distalen Hälfte jedoch weiß mit bräunlichen Flecken auf der äußersten und innersten Armschwinge. Die Schirmfedern entsprechen der Färbung der Oberseite. Die Achselfedern und Unterflügeldecken sind weiß.
Das Schlichtkleid ähnelt dem Brutkleid. Nacken und Halsseiten sind fein weißfleckig, die Kehle ist cremefarben. Einige grobe dunkle Flecken erstrecken sich über die Brust. Möglicherweise ist die weiße Färbung der Armschwingen weniger ausgedehnt. Immature Vögel ähneln adulten Vögeln im Schlichtkleid. Die Jugendkleider wurden bislang nicht beschrieben.

## Stimme
Über die stimmlichen Äußerungen war lange Zeit nichts bekannt, in der Literatur wurde eine stimmliche Ähnlichkeit mit der Gelbralle angenommen. Im Juni 2016 gelangen erstmals Tonaufnahmen. Der Gesang (Hörbeispiel) ist demnach ein relativ leises, kurzes und in der Tonhöhe abfallendes „Purren“. Auf das Abspielen mittels Klangattrappe antwortete derselbe Vogel mit einem ähnlichen, aber stark in die länge gezogenen Ruf (Hörbeispiel).

## Verbreitung und Bestand
Die Verbreitung der Mandschurenralle ist auf den Südosten Transbaikaliens, den Süden der Ussuriregion und das östliche Heilongjiang beschränkt. Die Art wurde in jüngerer Zeit nur an wenigen Orten als Brutvogel festgestellt, so im Zhalong-Naturschutzgebiet und am Chankasee. BirdLife International schätzt den Bestand auf etwa 2500 bis unter 10000 adulte Vögel, was insgesamt etwa 3500–15000 Individuen entsprechen würde. Die Art ist von der zunehmenden Entwässerung und landwirtschaftlichen Nutzung von Feuchtgrünländern und Sümpfen bedroht, der Bestand vermutlich rückläufig. Von der IUCN wird die Mandschurenralle daher in der Gefährdungskategorie vulnerable (gefährdet) geführt.

## Wanderungen
Die Winterquartiere dieser Art erstrecken sich über die Hauptinseln Japans, Korea und die Ryūkyū-Inseln bis in die chinesischen Provinzen Fujian und Guangdong, wobei sowohl Winternachweise als auch Zugbeobachtungen sehr selten sind. Spärliche Nachweise von Durchzüglern stammen beispielsweise aus Beidaihe in China, ein Vogel wurde 1989 am Poyang-See festgestellt. Weitere Beobachtungen liegen aus Liaoning, Shandong, Sichuan und möglicherweise Hebei vor. Auch über die Phänologie ist wenig bekannt. Am Chankasee konnte die Art Ende April als Durchzügler festgestellt werden, in China lagen die Beobachtungen zwischen Ende September und Mitte Oktober sowie in der letzten Maidekade. Nachweise in Japan lagen zwischen dem 4. August und dem 16. Mai, die meisten zwischen Oktober und April.

## Lebensweise
Die Mandschurenralle brütet in nassen Wiesen und kurzrasigen Sümpfen. Auf dem Zug ist sie in Sümpfen, feuchtem Grünland und in Reisfeldern anzutreffen. Über Ernährungsgewohnheiten und Fortpflanzung ist so gut wie nichts bekannt. 1906 wurde ein Gelege mit drei Eiern gesammelt, die oval, mattglänzend und auf beigem Grund kräftig gelbbraun gefleckt sind. Die Maße liegen bei etwa 29 × 21 mm.

## Systematik
Die Mandschurenralle ist eng mit der etwas größeren, in Nordamerika beheimateten Gelbralle (Coturnicops noveboracensis) verwandt. Einige Autoren betrachten sie als Unterart der Gelbralle, meist werden beide jedoch heute als eigene Arten in einer Superspecies vereinigt. Die Art ist monotypisch.